# Zuzana Holíková
Zuzana Holíková (* 1. Oktober 1999 in Rychnov nad Kněžnou) ist eine ehemalige tschechische Skilangläuferin.

## Werdegang
Holíková, die für den Wikov Ski Skuhrov nad Bělou startete, trat erstmals international im Februar 2017 beim Europäischen Olympischen Winter-Jugendfestival in Erzurum in Erscheinung. Dort holte sie die Silbermedaille im Sprint. Ihre besten Platzierungen bei den Junioren-Skiweltmeisterschaften 2018 in Goms waren der 21. Platz im Sprint sowie der 11. Rang mit der Staffel und bei den Junioren-Skiweltmeisterschaften 2019 in Lahti der 15. Platz im Sprint sowie der neunte Rang mit der Staffel. In der Saison 2019/20 startete sie in Pokljuka erstmals im Alpencup, wo sie den 17. Platz im Sprint belegte und in Planica erstmals im Weltcup. Dort errang sie den 38. Platz im Sprint. Bei den U23-Weltmeisterschaften 2020 in Oberwiesenthal belegte sie den 36. Platz über 10 km klassisch, den 13. Rang mit der Mixed-Staffel sowie den achten Platz im Sprint und bei den U23-Weltmeisterschaften 2021 in Vuokatti den 48. Platz über 10 km Freistil sowie den 15. Rang im Sprint. Im Dezember 2020 erreichte sie in Davos sowie in Dresden mit dem 31. Platz im Sprint ihre beste Platzierung im Weltcupeinzel. In der Saison 2021/22 kam sie bei den Olympischen Winterspielen 2022 in Peking auf den 44. Platz im Sprint und bei den folgenden U23-Weltmeisterschaften in Lygna auf den 45. Platz über 10 km klassisch sowie auf den 17. Rang im Sprint. Zudem lief sie in Dresden ihre letzten Rennen im Weltcup, welche sie auf dem 32. Platz im Sprint und auf dem 16. Rang im Teamsprint beendete.